# Manuel Palafox

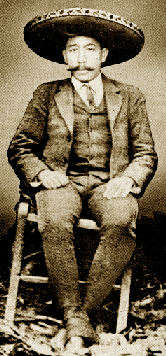
Manuel Palafox

Manuel Palafox (Puebla, 1886 - aldaar, 1959) was een Mexicaans politicus, militair en intellectueel.
Palafox studeerde in zijn geboortestad Puebla en werd ondernemer. In 1911 sloot hij zich aan bij het Bevrijdingsleger van het Zuiden (ELS) van Emiliano Zapata, aanvankelijk omdat hij hulp nodig had een haciënda te verdedigen. Hij klom op in de rangen en werd in 1914 Zapata's belangrijkste adviseur.
Hij leidde de onderhandelingen met het Constitutionalistische Leger van Venustiano Carranza, maar zijn door zijn halsstarrige optreden werd dat geen succes. De Zapatisten kozen de zijde van Pancho Villa en de Conventie van Aguascalientes, waardoor Eulalio Gutiérrez tot president werd aangewezen. Palafox werd minister van landbouw in Gutiérrez' kabinet. Hij liet landverdelingen doorvoeren en zorgde ervoor dat land dat soms al eeuwen geleden door haciënda's was ingepikt werd teruggegeven aan de rechtmatige eigenaren.
Palafox was als stedelijk intellectueel nooit echt populair onder de Zapatisten. Nadat hij in 1915 werd ontslagen als minister poogde hij te onderhandelen met Carranza teneinde zich aan te sluiten bij de constitutionalisten. Dit werd ontdekt door Zapata, die hem gevangen liet zetten. Na de dood van Zapata in 1919 kwam hij weer vrij. In 1920 maakte hij gebruik van een amnestie voor voormalige Zapatisten en werd hij opgenomen in het Mexicaanse leger als generaal.
In 1932 poogde hij nog zonder succes gouverneur te worden van Puebla, waarna hij zich terugtrok uit het openbare leven.